# Abbas Zandi
Abbas Zandi, perzsául: عباس زندی (Teherán, 1930. június 3. – Teherán, 2017. október 30.) világbajnok iráni birkózó.

## Pályafutása
Három olimpián vett részt (1948, 1952, 1956). Az 1952-es helsinki olimpián szabad fogás félnehézsúlyban az ötödik helyen végzett. 1954-es tokiói világbajnokságon szabadfogásban lett világbajnok a 79 kg-os súlycsoportban. Az 1958-as tokiói Ázsia-játékokon +87 kg-ban aranyérmet nyert.

## Sikerei, díjai
- Világbajnokság – szabadfogás, 79 kg
  - aranyérmes: 1954
- Ázsia-játékok – szabadfogás, +87 kg
  - aranyérmes: 1958